# Kraftwerk Marimbondo
Das Kraftwerk Marimbondo (portugiesisch Usina Hidrelétrica de Marimbondo) ist ein Wasserkraftwerk in Brasilien, das den Rio Grande zu einem Stausee aufstaut. Der Rio Grande bildet an dieser Stelle die Grenze zwischen den Bundesstaaten Minas Gerais und São Paulo. Einen Kilometer vom Kraftwerk entfernt befindet sich die Gemeinde Fronteira.
Mit dem Projekt zur Errichtung des Kraftwerks wurde im Jahre 1971 begonnen. Die erste Maschine ging im Oktober 1975 ans Netz.

## Absperrbauwerk
Das Absperrbauwerk besteht zum größten Teil aus einem Staudamm. Auf der rechten Seite befindet sich eine Gewichtsstaumauer aus Beton, in die die Hochwasserentlastung integriert ist. Unterhalb der Staumauer und neben der Hochwasserentlastung liegt das Maschinenhaus. Die maximale Höhe des Absperrbauwerks beträgt 94 m, die Länge der Staudammkrone 3.100 m und die Breite der Krone 10 m. Die Staudammkrone liegt auf einer Höhe von 450 m über dem Meeresspiegel. Das Volumen des Bauwerks beträgt 14.400.000 m³. Beim maximalen Stauziel von 447 m erstreckt sich der Stausee über eine Fläche von rund 438 km² und fasst 6,15 Mrd. m³ Wasser – davon können 5,26 Mrd. m³ zur Stromerzeugung genutzt werden.

## Kraftwerk
Das Kraftwerk Marimbondo ist mit einer installierten Leistung von 1.440 MW nach dem Kraftwerk Itumbiara das zweitgrößte Kraftwerk des Stromerzeugers Furnas Centrais Elétricas. Die durchschnittliche Jahreserzeugung schwankt: sie lag im Jahre 2008 bei 6,785 Mrd. kWh/a und 2009 bei 8,288 Mrd. kWh/a.
Die 8 Francis-Turbinen mit jeweils maximal 180 MW Leistung befinden sich in einem Maschinenhaus am Fuße der Staumauer. Sie gingen von Oktober 1975 bis Januar 1977 ans Netz. Die Turbinen wurden von den Firmen Voith, Neyrpic, Creusoti-Loire und MEP geliefert. Die Generatoren stammen von ASEA. Die Nenndrehzahl der Turbinen liegt bei 100 min−1. Die zugehörigen Generatoren haben eine Nennspannung von 13,8 kV und eine Nennfrequenz von 60 Hz. Der Durchmesser eines Rotors liegt bei 6,5 m.
In der Schaltanlage wird die Generatorspannung von 13,8 kV mit einphasigen Leistungstransformatoren auf 525 kV hochgespannt. Die Schaltanlage befindet sich auf der rechten Seite des Flusses.
Das Kraftwerk ist im Besitz von Furnas Centrais Elétricas und wird auch von Furnas betrieben.

## Sonstiges
Im Februar 2014 fiel der Stausee infolge von Trockenheit auf nur noch 20 % des Volumens bei maximalem Stauziel. Der Wasserspiegel liegt aber immer noch ca. 7 m über dem minimalen Stauziel von 426 m, das für den Betrieb der Maschinen nötig ist.